# Варга, Янош (борец)
Янош Варга (венг. Varga János; 21 октября 1939, Абонь, Пешт — 29 декабря 2022, Будапешт) — венгерский борец греко-римского и вольного стилей, чемпион Олимпийских игр, двукратный чемпион мира, двукратный чемпион Европы по греко-римской борьбе, двукратный призёр чемпионатов мира по вольной борьбе; пятнадцатикратный чемпион Венгрии.

## Биография
Начал заниматься борьбой в школе, активную карьеру начал с 1955 года. К 1958 году он был четырежды чемпионом Венгрии среди юниоров и серебряным призёром среди взрослых. Изначально выступал в соревнованиях как по вольной, так и по греко-римской борьбе. В 1959 году перешёл в спортивный клуб армии Budapest Honvéd и всю карьеру провёл в этом клубе.
В 1961 году выступив на чемпионате мира по вольной борьбе, занял второе место, на следующий год — третье. На чемпионате мира 1962 года выступил и в соревнованиях по греко-римской борьбе, занял только шестое место, но отныне стал выступать на международном уровне в основном только в греко-римской борьбе (исключая Олимпийские игры 1964 года и чемпионат Европы 1969 года, где он ещё и выступил в первом наилегчайшем весе (до 48 килограммов), но занял только 6 место).
В 1963 году стал чемпионом мира.
На летних Олимпийских играх 1964 года в Токио боролся в категории до 57 килограммов (легчайший вес), выступал в соревнованиях как по вольной, так и по греко-римской борьбе. Выбывание из турнира проходило по мере накопления штрафных баллов. За чистую победу штрафные баллы не начислялись, за победу по очками при любом соотношении голосов начислялся 1 штрафной балл, любое поражение по очкам каралось 3 штрафными баллами, чистое поражение — 4 штрафными баллами. В схватке могла быть зафиксирована ничья, тогда каждому из борцов начислялись 2 штрафных балла.
В вольной борьбе титул оспаривали 20 человек. Янош Варга в первых двух схватках выступил более чем удачно, тушировал обоих соперников, но две следующие проиграл и выбыл из турнира.
| Круг | Соперник           | Страна           | Результат | Основание                   | Время схватки |
| ---- | ------------------ | ---------------- | --------- | --------------------------- | ------------- |
| 1    | Тортиллано Тумасис | Филиппины        | Победа    | Туше (0 штрафных баллов)    | 1:26          |
| 2    | Кевин МакГрат      | Австралия        | Победа    | Туше (0 штрафных баллов)    | 3:07          |
| 3    | Чой Ен Гил         | Республика Корея | Поражение | По очкам (3 штрафных балла) |               |
| 4    | Хюсейн Акбаш       | Турция           | Поражение | Туше (0 штрафных баллов)    | 8:10          |

В греко-римской борьбе титул оспаривали 18 человек. Янош Варга, выиграв одну схватку, одну проиграв и одну отборовшись вничью, набрал 6 баллов и выбыл из турнира.
| Круг | Соперник         | Страна  | Результат | Основание                   | Время схватки |
| ---- | ---------------- | ------- | --------- | --------------------------- | ------------- |
| 1    | Йон Черня        | Румыния | Ничья     | (2 штрафных балла)          |               |
| 2    | Мишель Тома      | Италия  | Победа    | По очкам (1 штрафной балл)  |               |
| 3    | Масамицу Итигути | Япония  | Поражение | По очкам (3 штрафных балла) |               |

В 1967 году победил на чемпионате Европы и остался вторым на чемпионате мира. В 1968 году на чемпионате Европы остался вторым.
На летних Олимпийских играх 1968 года в Мехико боролся в категории до 57 килограммов (легчайший вес) только по греко-римской борьбе. Регламент турнира остался прежним, с некоторыми нововведениями. Выбывание из турнира проходило по мере накопления штрафных баллов. За чистую победу штрафные баллы не начислялись, за победу за явным преимуществом начислялось 0,5 штрафных балла, за победу по очкам 1 штрафной балл, за ничью 2 или 2,5 штрафных балла, за поражение по очкам 3 балла, поражение за явным преимуществом 3,5 балла, чистое поражение — 4 балла. Если борец набирал 6 или более штрафных баллов, он выбывал из турнира.
Титул оспаривали 24 спортсмена. В 6 круге, учитывая тот факт, что ещё два конкурента на золото, грек Мосхидис и советский спортсмен Иван Кочергин, свели встречу вничью, для Яноша Варга тоже было достаточно ничьей, чего он и добился и стал олимпийским чемпионом.
| Круг | Соперник       | Страна                                    | Результат | Основание                  | Время схватки |
| ---- | -------------- | ----------------------------------------- | --------- | -------------------------- | ------------- |
| 1    | Луиш Грило     | Португалия                                | Победа    | Туше (0 штрафных баллов)   | 2:47          |
| 2    | Иван Кочергин  | Союз Советских Социалистических Республик | Победа    | По очкам (1 штрафной балл) |               |
| 3    | Отон Мосхидис  | Греция                                    | Победа    | По очкам (1 штрафной балл) |               |
| 4    | Ристо Бьёрлин  | Финляндия                                 | Победа    | По очкам (1 штрафной балл) |               |
| 5    | Кодзи Сакурама | Япония                                    | Победа    | По очкам (1 штрафной балл) | -             |
| 6    | Йон Бачиу      | Румыния                                   | Ничья     | (2 штрафных балла)         |               |

В 1970 году победил и на чемпионате Европы, и на чемпионате мира. В 1971 на чемпионате Европы остался только третьим.
На летних Олимпийских играх 1972 года в Мюнхене боролся в категории до 57 килограммов (легчайший вес). Регламент турнира остался прежним. В соревнованиях участие принимали 29 человек. После трёх кругов, учитывая что в двух венгерский борец не выступал, он занимал первое место. Но чистое поражение от немца Ханса-Юргена Вейля отбросило его на третье место. Впрочем, и к седьмому кругу Янош Варга сохранял шансы даже на золотую медаль. Для этого ему надо было побеждать с любым счётом советского борца Рустема Казакова и надеяться на то, что финн Бьорлин победит Вейля. Однако ни того, ни другого не случилось, и венгерский борец остался лишь четвёртым.
| Круг | Соперник         | Страна                                       | Результат | Основание                                   | Время схватки |
| ---- | ---------------- | -------------------------------------------- | --------- | ------------------------------------------- | ------------- |
| 1    | Харальд Хервиг   | Норвегия                                     | Победа    | Туше (0 штрафных баллов)                    | 0:53          |
| 2    | -                | -                                            | -         | -                                           | -             |
| 3    | -                | -                                            | -         | -                                           | -             |
| 4    | Луиш Грило       | Португалия                                   | Победа    | За явным преимуществом (0,5 штрафных балла) |               |
| 5    | Ханс-Юрген Вейль | Федеративная Республика Германии (1949—1990) | Поражение | Туше (4 штрафных баллов)                    | 8:35          |
| 6    | Ристо Бьорлин    | Финляндия                                    | Победа    | По очкам (1 штрафной балл)                  |               |
| 7    | Рустем Казаков   | Союз Советских Социалистических Республик    | Поражение | За явным преимуществом (3,5 штрафных балла) |               |

В 1973 году закончил активную спортивную карьеру. В 1972 году получил диплом техникума, в 1983 году окончил высшее тренерское образование. С 1978 по 1993 год являлся тренером молодёжной сборной Венгрии. С 1990 года — на пенсии.

Скончался в 2022 году.

В память о борце в Венгрии проводится международный турнир «Мемориал Имре Пойяка и Яноша Варги».